# Нікола Сарторі
Нікола Сарторі (італ. Nicola Sartori, 17 липня 1976) — італійський академічний веслувальник.
Бронзовий призер Олімпійських Ігор 2000 року в складі парної двійки.